# ألبرت جي. بورتر
ألبرت جي. بورتر (بالإنجليزية: Albert G. Porter) هو محامي ودبلوماسي وسياسي أمريكي، ولد في 20 أبريل 1824 في لورنسبورغ في الولايات المتحدة، وتوفي في 3 مايو 1897 في إنديانابوليس في الولايات المتحدة. حزبياً، نشط في الحزب الديمقراطي والحزب الجمهوري. وقد انتخب حاكم إنديانا ‏ (10 يناير 1881 – 12 يناير 1885) وانتخب عضو مجلس النواب الأمريكي.